# Down the Hill to Creditville
Down the Hill to Creditville è un cortometraggio muto del 1914 diretto da Donald Crisp. Sceneggiato da George Terwilliger, il film aveva come interpreti Dorothy Gish, Wallace Reid, Donald Crisp e Kate Price.

## Produzione
Il film fu prodotto dalla Majestic Motion Picture Company.

## Distribuzione
Distribuito dalla Mutual Film, il film - un cortometraggio in una bobina - uscì nelle sale statunitensi il 18 settembre 1914.